# Brezova Reber pri Dvoru
Brezova Reber pri Dvoru je naselje u slovenskoj Općini Žužemberku. Brezova Reber pri Dvoru se nalazi u pokrajini Dolenjskoj i statističkoj regiji Jugoistočnoj Sloveniji. 

## Stanovništvo
Prema popisu stanovništva iz 2002. godine naselje je imalo 43 stanovnika.